# Tallinna Linnatranspordi
Die Aktiengesellschaft Tallinna Linnatranspordi AS ist das kommunale Verkehrsunternehmen der estnischen Hauptstadt Tallinn. Es betreibt die Straßenbahn Tallinn, den Oberleitungsbus Tallinn sowie den städtischen Omnibus-Verkehr. Die Gesellschaft entstand am 19. Juli 2012 aus der Fusion der Tallinna Trammi- ja Trollibussikoondise AS (TTTK, zuständig für den Straßenbahn- und Oberleitungsbusbetrieb) und der Tallinna Autobussikoondis AS (TAK, zuständig für den Omnibusbetrieb).

## Geschichte
Die Geschichte des Tallinner Omnibusverkehrs begann im Jahr 1922, als der Unternehmer Fromhold Kangro von der Stadtregierung die Genehmigung zur Einrichtung von fünf Linien erhielt. Zunächst standen dafür einige alte Doppeldeckerbusse vom Typ Daimler zur Verfügung. Bedingt durch die hohe Verschuldung des Unternehmens, wurde dieses 1926 in eine Gesellschaft mit beschränkter Haftung (OU) umgewandelt. Am 26. Januar 1926 nahm die neue OÜ Mootor Betrieb ihre Tätigkeit auf und übernahm schrittweise den Betrieb aller städtischen Omnibuslinien.
Die Firma OÜ Mootor blieb bis zum Ende des Zweiten Weltkriegs erhalten. 1945 bekam sie zusätzlich die Güterbeförderung übertragen. Am 8. Dezember 1945 erfolgte unter der neuen sowjetischen Regierung die Gründung der Tallinna Autobussikoondis AS als staatliches Omnibusunternehmen in Tallinn. 1993 wurde der Staatsbetrieb in eine Aktiengesellschaft umgewandelt und ging in den Besitz der Stadt Tallinn über. Seit diesem Jahr ist sie Mitglied der International Public Transport Association UITP, seit 2004 auch vollwertiges Mitglied des UITP-Ausschusses der Europäischen Union.

## Einführung der kostenlosen Beförderung für Einwohner
Für internationales Aufsehen sorgte die Entscheidung der Stadt Tallinn, als erste europäische Hauptstadt die kostenlose Beförderung auf ihren Linien anzubieten. Im Ergebnis einer Bürgerbefragung vom Frühjahr 2012 mit über 75 Prozent Zustimmung beschloss der Stadtrat ein entsprechendes Konzept, das am 1. Januar 2013 mit der Einführung von elektronischen Plastikkarten (SmartCards) in Kraft trat. Dabei steht allen Einwohnern Tallinns solch eine Chipkarte gegen eine Gebühr von 2 Euro zur Verfügung, deren Gültigkeit an Lesegeräten in den Verkehrsmitteln geprüft wird. Auch sämtliche Schüler und Studenten sowie alle Personen ab 65 Jahren können den ÖPNV Tallinns gratis benutzen, sofern sie in Estland wohnen. Andere Fahrgäste und Touristen müssen dagegen weiterhin ein Ticket oder eine SmartCard erwerben, wobei die Fahrt bei Benutzung der SmartCard rabattiert wird. Ziel war es, die Mobilität ärmerer Familien zu erhöhen und zugleich mehr Menschen zum Umstieg vom Pkw auf öffentliche Verkehrsmittel zu bewegen. Dafür wurden zusätzliche Busspuren eingerichtet und Ampelschaltungen zugunsten von Bus und Bahn verändert. Eine Studie zeigte einen starken Rückgang zu Fuß zurückgelegter Wege, während Autofahrten nur um 5 Prozent zurückgegangen waren.